# SWM X3

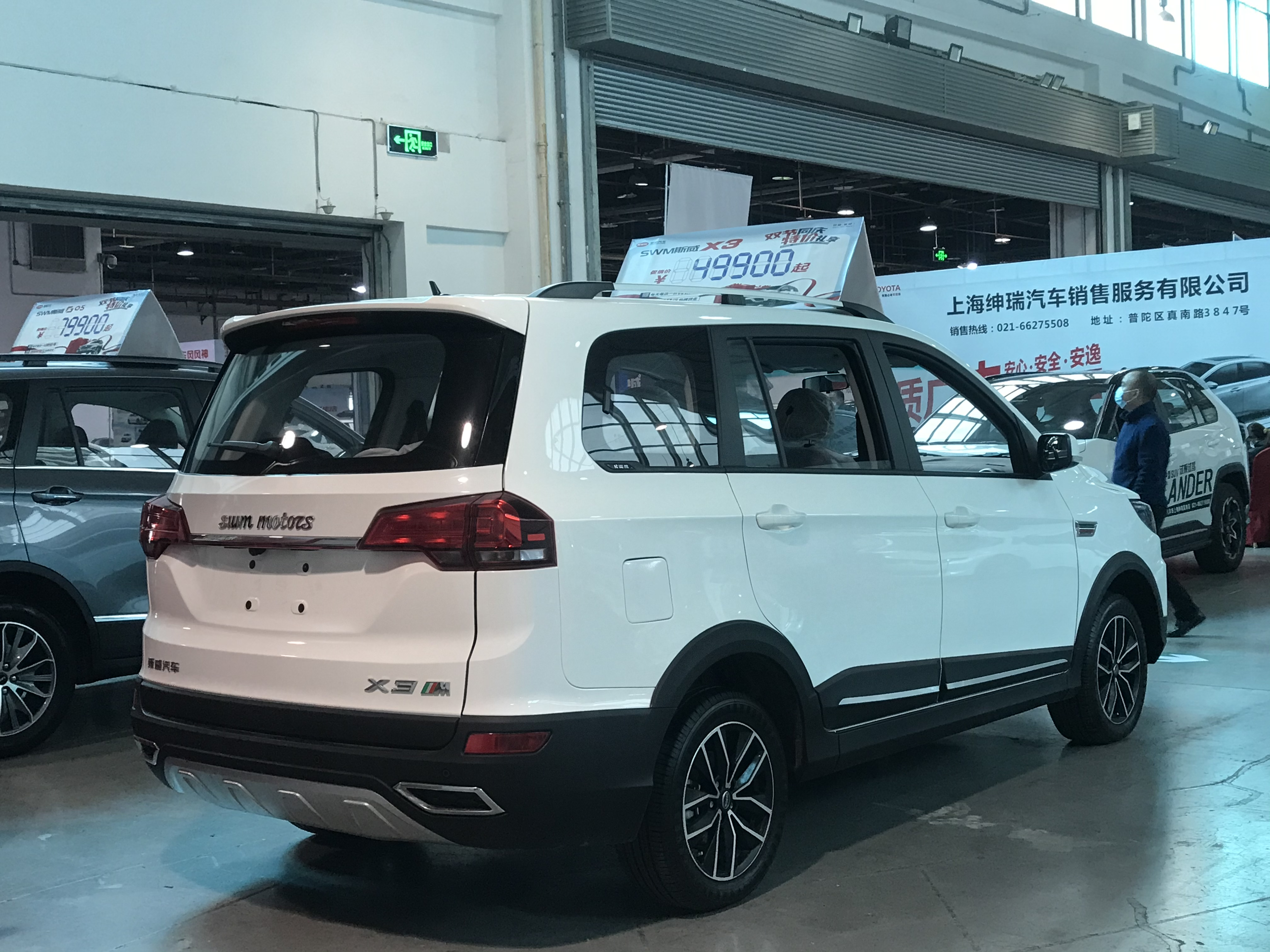
Вид сзади

SWM X3 — семиместный компактный кроссовер, выпускающийся с 2018 года подразделением SWM компании Brilliance Shineray. Впервые был представлен в 2017 году на Шанхайском автосалоне.

## Описание
Разработанный на той же платформе, что и SWM X2, являющийся модернизацией Jinbei 750, SWM X3 оснащается тремя вариантами двигателей: DG15, DG16 и DG15T (с турбонаддувом). Объём двигателей варьируется от 1,5 до 1,6 л.
Разработанные компанией Brilliance, двигатели сочетаются в паре с пятиступенчатой механической трансмиссией. Ценовой диапазон варьируется от 55000 до 82900 юаней.